# Pedicularis racemosa
Pedicularis racemosa es una especie de planta herbácea de la familia Orobanchaceae, anteriormente clasificada en las escrofulariáceas.

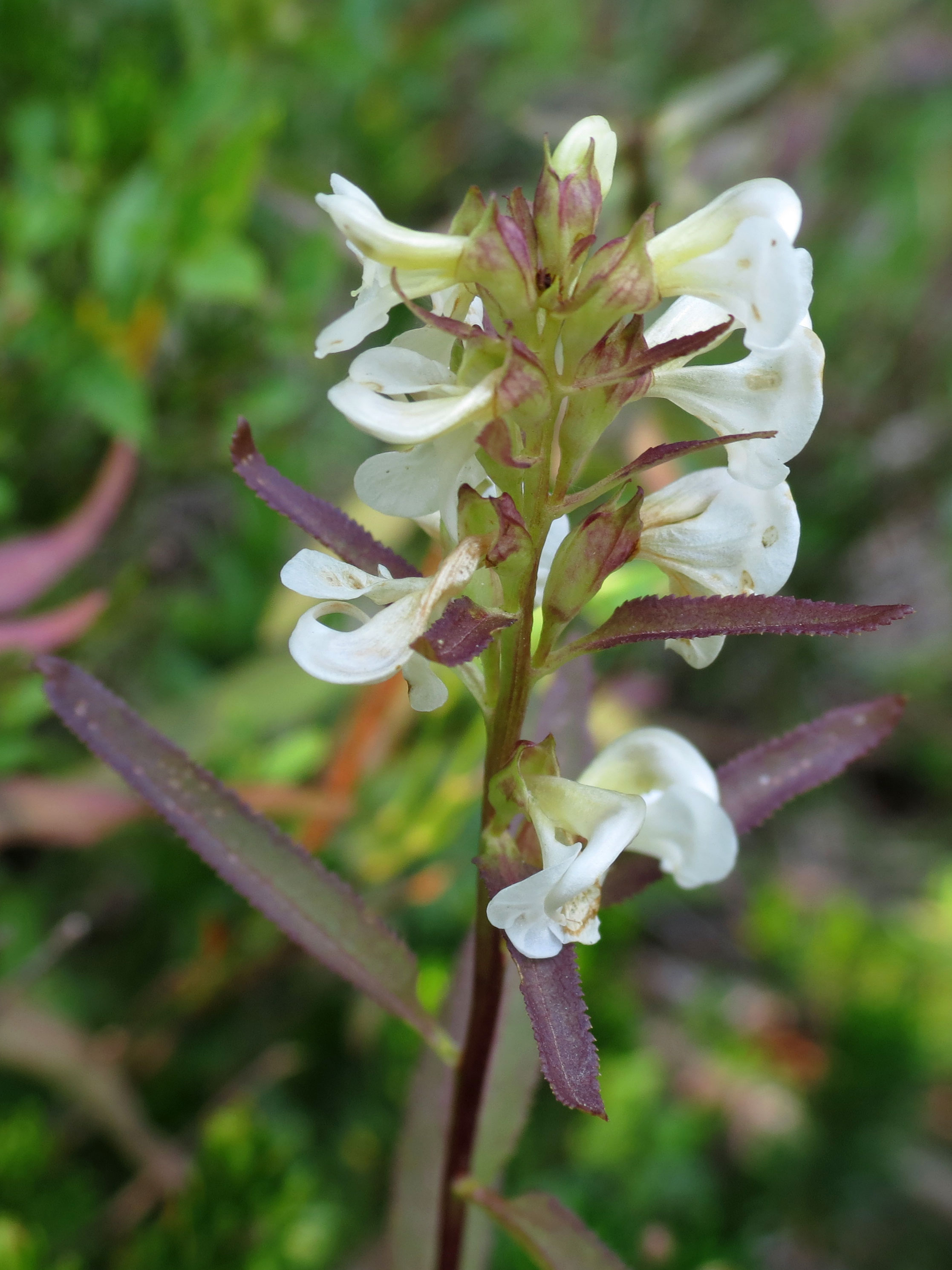
Inflorescencia

## Distribución
Es nativa de Norteamérica occidental, donde crece en los bosques de coníferas. 

## Descripción
Es una planta perenne herbácea que produce varios tallos de hasta 80 centímetros de altura, de color verdoso a rojo oscuro. Las hojas miden hasta 10 centímetros de largo, lineal en la forma y alineados con los dientes. La inflorescencia es un pequeño racimo de flores que ocupan la parte superior del vástago. Cada flor es de color blanco a púrpura o amarillo y es de hasta 1,6 centímetros de largo y se divide en un labio superior en forma de pico curvo o en espiral y un labio amplio de tres lóbulos inferiores. El fruto es una cápsula de más de un centímetro de longitud que contiene semillas lisas. 

## Taxonomía
Pedicularis racemosa fue descrita por Douglas ex Benth. y publicado en Flora Boreali-Americana 2(9): 108. 1838.
Etimología
Pedicularis: nombre genérico que deriva de la palabra latína pediculus que significa "piojo", en referencia a la antigua creencia inglesa de que cuando el ganado pastaba en estas plantas, quedaban infestados con piojos.
racemosa: epíteto latíno que significa "en racimos"
Sinonimia
- Pedicularis racemosa var. racemosa
- Pedicularis racemosa subsp. racemosa